# S-Video

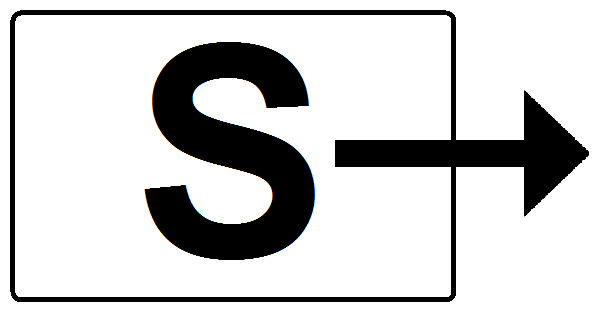
Піктограма з'єднання S-Video

S-Video (англ. Separate Video), роздільний відеосигнал — компонентний аналоговий відео-інтерфейс, який передбачає роздільну передачу складових відеосигналу: яскравості Y включно з синхросигналом, і колірності С (разом із колірною синхронізацією), які передаються двома окремими лініями зв'язку, з хвильовим опором 75 Ом. Роздільна передача яскравості і колірноості забезпечує більш високу якість зображення, ніж композитні стандарти, тому що при цьому перехресні перешкоди сигналів виключаються. Інтерфейс S-Video використовується тільки для передачі сигналу телебачення стандартної чіткості і непридатний для HDTV. Для передачі сигналу звукового супроводу необхідний окремий кабель.

Частотна характеристика сигналів S-Video на стандартному каналі шириною 6 МГц

## Історія
Інтерфейс розроблений фірмою JVC в кінці 1980-х років для використання в відеомагнітофонах і відеокамерах компонентного напівпрофесійного формату S-VHS для передачі компонентного відеосигналу з мінімальними втратами. Оригінальний роз'єм S-Video був чотириконтактним. Надалі цей тип роз'єму набув широкого поширення в пристроях інших відеоформатів, в тому числі цифрових із збільшенням кількості контактів. В даний час різновиди роз'єму S-Video застосовуються в основному для виведення зображення, що формується відеокартою комп'ютера ігрових апаратів на побутові телевізори.

## Технічні особливості
Відеосигнал в системі SECAM обмежений шириною 3,8 МГЦ, що в розрахунку 1 МГц = 80 ліній, дозволяє сформувати на екрані всього 300-320 ліній. В системі PAL спеціальний, досить складний і дорогий фільтр (гребінчастий фільтр або фільтр-гребінка) дозволяє з більшим чи меншим успіхом виділити сигнал яскравості «над» кольоровістю. Істотною перевагою даного підключення (порівняно з найпростішим композитним, на одному RCA роз'ємі)є те, що сигнали яскравості (англ. Intensity, Luminance, Y) і кольоровості (англ. Color, Chrominance, С) зображення проходять роздільно. Таким чином вони ніколи не перебувають в композитному режимі і на вертикальних гранях багатоколірних областей зображення не з'являються точки сканування крос-яскравості. Крім того, немає необхідності фільтрувати ланцюг яскравості на телевізорі, щоб позбутися від кольоровості сигналу, що дозволяє збільшувати пропускну здатність, і відповідно, розширення екрана по горизонталі. В сучасних відеокартах комп'ютерів використовуються кілька варіантів роз'єму S-Video, з різною кількістю контактів. Як правило, вихід (або відеовхід-відеовихід) відеосигналу з відеокарти за допомогою перехідника здійснюється на компонентний вихід. 4-контактний роз'єм S-Video збігається з роз'ємом mini-DIN для підключення клавіатури Mac, але це тільки механічний збіг. Перехідник «S-Video — RCA» вельми простий: для цього «земля» підключається до «землі» RCA, а сигнал яскравості Y, змішаний з шунтованим конденсатором ємністю 470 пФ сигналом кольоровості C, підключається до центральній жили.

S-video/composite adapter

## Опис контактів

### Чотирьох контактний роз'єм S-Video

Нумерація виводів 4-контактного роз'єму S-Video. Вигляд від гнізда

| № контакту | Ім'я | Опис                                    |
| ---------- | ---- | --------------------------------------- |
| 1          | GND  | Загальний провід (Y) сигналу яскравості |
| 2          | GND  | Загальний провід (С) сигналу кольору    |
| 3          | Y    | Сигнал (Y) яскравості                   |
| 4          | C    | Сигнал (С) кольору                      |

### Семи контактний роз'єм S-Video

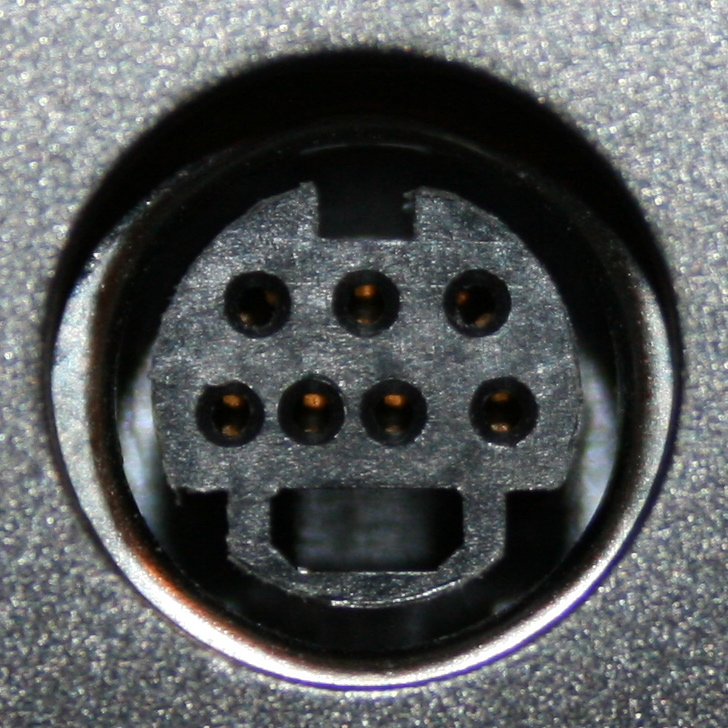
Семи контактне гніздо S-Video.

| № контакту | На відеокартах ATI                                | На відеокартах nVidia                                      | На ноутбуках LG, продукції Intel, Apple Power Macintosh 6100AV/7100AV/8100AV і Apple PowerBook |
| ---------- | ------------------------------------------------- | ---------------------------------------------------------- | ---------------------------------------------------------------------------------------------- |
| 1          | Загальний провід (Y) сигналу яскравості           | Загальний провід (Y) сигналу яскравості                    | Загальний провід (Y) сигналу яскравості                                                        |
| 2          | Загальний провід (С) сигналу кольору              | Загальний провід (С) сигналу кольору                       | Загальний провід (С) сигналу кольору                                                           |
| 3          | Сигнал (Y) яскравості                             | Сигнал (Y) яскравості                                      | Сигнал (Y) яскравості                                                                          |
| 4          | Кольоровий (С) сигнал                             | Кольоровий (С) сигнал або компонентний (PR) червоний       | Кольоровий (С) сигнал або компонентний (PR) червоний                                           |
| 5          | Загальний провід композитного (V) «Відео» сигналу | Загальний провід композитного (V) «Відео» сигналу          | композитний сигнал (V) «Відео» або компонентний (PB) синій(для ноутбука LG)                    |
| 6          | Не задіяний                                       | Композитний сигнал (V) «Відео» або компонентний (PB) синій | Загальний провід композитного «Відео» сигналу (для ноутбука LG)                                |
| 7          | Композитний сигнал (V) «Відео»                    | Не задіяний                                                | Не задіяний                                                                                    |